# Varanus kingorum
Espèce
Statut CITES
Varanus kingorum est une espèce de sauriens de la famille des Varanidae.

## Répartition
Cette espèce est endémique d'Australie. Elle se rencontre dans le nord-ouest du Territoire du Nord et le Nord-Est de l'Australie-Occidentale.

## Description
C'est un des varans les plus petits avec une longueur totale d'environ 40 cm.

## Étymologie
Cette espèce a été nommée en l'honneur de Max King et de Richard Dennis King (1942-2002).

## Publication originale
- Storr, 1980 : The monitor lizards (genus Varanus Merrem, 1820) of Western Australia. Records of the Western Australian Museum, vol. 8, no 2, p. 237-293 (texte intégral).